# Macroteleia nixoni
Macroteleia nixoni är en stekelart som beskrevs av Lubomir Masner 1965. Macroteleia nixoni ingår i släktet Macroteleia och familjen Scelionidae. Inga underarter finns listade i Catalogue of Life.